# Сойми
Сойми́ — село в Україні, в Міжгірській селищній громаді Закарпатської області. Населення — 1068 осіб (на 2001 рік).
Село є бальнеологічним курортом, який відомий з кінця XVIII століття. На вершині 600 м над рівнем моря, між Верховинським і Полонинським хребтами, з 1950 року діє санаторій «Верховина» на 500 місць.
Сойми відомі своєю мінеральною водою, яка не має аналогів у світі і в міжнародній класифікації зареєстрована під власною назвою — «Сойминська».
Лікувальні властивості води як при зовнішньому використанні в купальнях, так і питному застосуванні були відомі населенню ще з XVIII століття.
В Соймах також є дерев'яна церква початку ХХ століття, одягнена в бляху.

## Назва
- Назва походить від розташування села в місці, де «соїмилися» дві ріки. 
- Також припускається, що назва Сойми походить від засновника села, який мав прізвище Сойма.

## Географія
У селі сходяться два шляхи до Міжгір'я (через Торунський перевал і з Воловця), а річка Репинка вливається в Ріку.
В гирлі безіменного струмка, ліва притока Ріки, розташований водоспад Марія (15 м).

## Історія
Село відоме з 1410 року. Сойми було розбудоване поселенцями з родин Білкей, Липчеїв, Білкей Горзо та Урмезеї у XV столітті із сіл Репинне та Келечин.
У 1457 році за це село судилися сім'ї Білкеїв та Урмезеїв, а потім село розділили між собою на рівні частини.

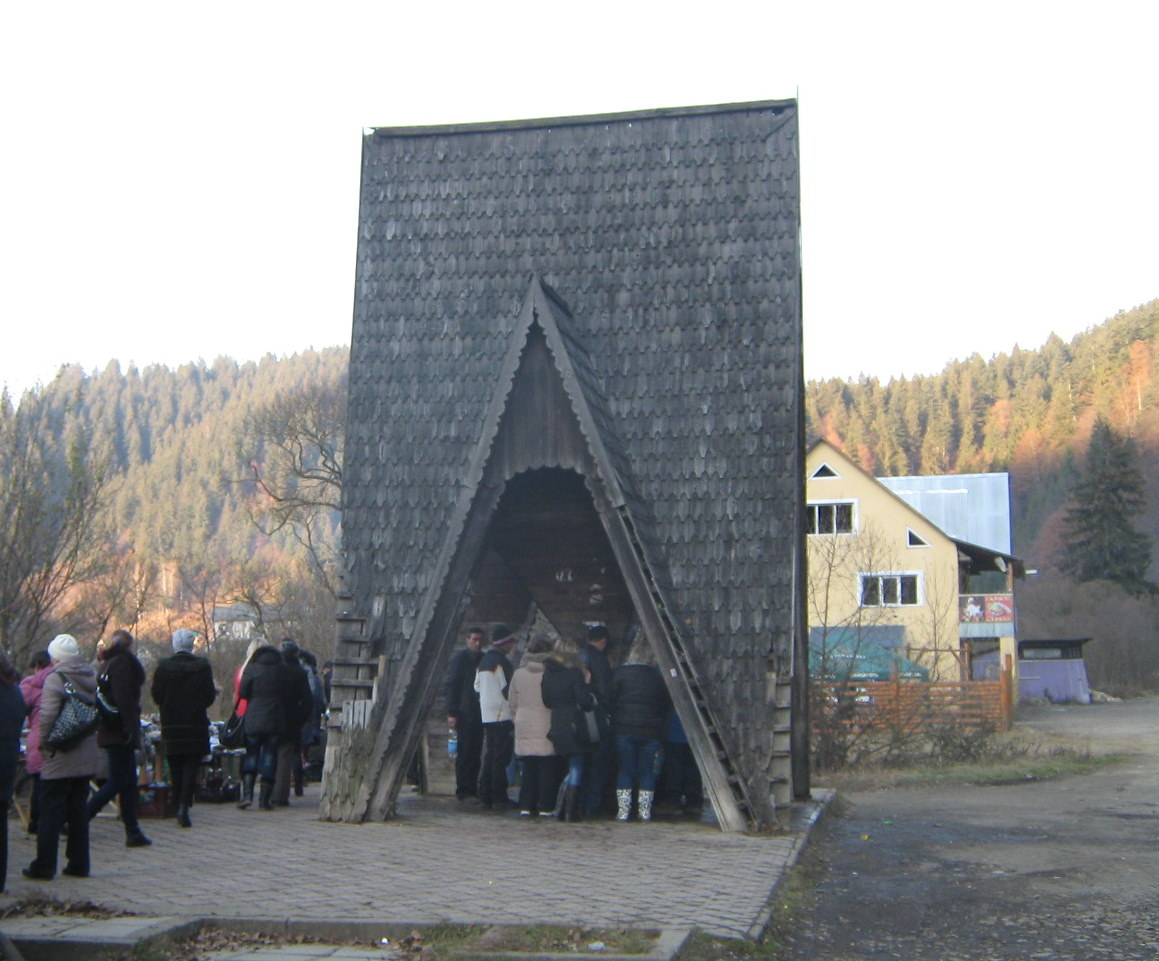
Джерело Сойминської мінеральної води

Наприкінці XIX ст. поблизу поселення Міжгір'я (Волове) в с. Сойми приватні підприємці на джерелах мінеральних вод на лівому березі р. Репинки відкрили водолікарню, де відпускали вуглекислі ванни, а на початку XX століття тут були споруджені невеликі помешкання для житла. В 1876 році сойминські джерела «межи бродами і під клівами» (г. Кліва) на берегах Репинки наводяться у списку 234 відомих мінеральних вод Закарпаття в монографії Sziladyi І.
У 1900 році після визначення хімічного складу сойминських мінеральних джерел цей район був визнаний курортною місцевістю. Свого розквіту курорт Сойми набув у 1910—1914 рр., проте в період Першої світової війни він був повністю знищений. Приватні підприємці на місці попередньої споруди відкрили невеличку водолікарню, яка ще існувала у 1935 році.
Після окупації Карпатської України угорськими військами 1939 р. окупанти стратили в селі полонених патріотів, серед яких був Федір Тацинець.
Санаторій «Верховина» на курорті Сойми, розташованому в низькогір'ї на висоті 600 м, було відкрито у 1950 році на базі свердловин мінеральних вод, пробурених на лівому березі р. Ріки. Збереглось також одне з джерел мінеральної води Сойми.

## Туризм

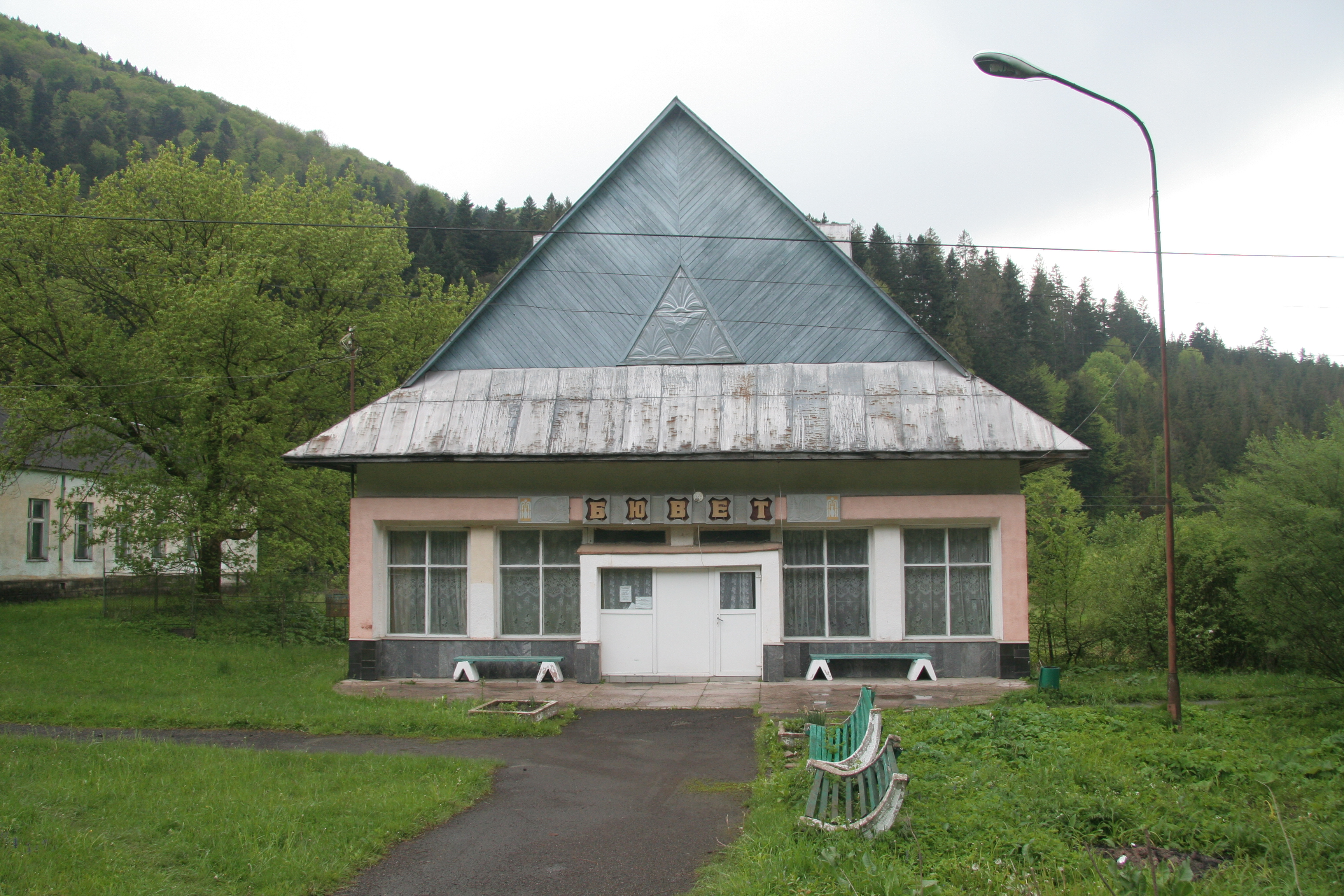
Бювет санаторію над свердловиною з мінеральною водою

У Соймах працює санаторій «Верховина», який приймає відвідувачів для відпочинку та лікування захворювань опорно-рухового апарату, органів травлення, кістково-м'язової та нервової системи. Рейтинг санаторію невисокийчерез низьку якість умов проживання та обслуговування. Деякі приміщення знаходяться в аварійному стані, тому відпочиваючі часто поселяються в приватному секторі, а процедури проходять за призначенням.
Поряд розміщений недобудований десятиповерховий корпус санаторію «Джерела Міжгір'я». Його почали споруджувати ще в 1976 році. За планом в проекті були спальні та лікувальні корпуси на 500 відпочиваючих, 3 басейни, 2 спортзали, лазні і сауни, профілакторій, їдальня, ресторани, магазин, відділення банку.
У 2008 році будівництво відновили за ініціативи інвесторів з Волині, компанії ПРАТ «Джерела Міжгір'я». За словами начальника будівництва, було витрачено 40 мільйонів гривень та планували вкласти ще 20 мільйонів, але будівництво так і не завершили, а підприємство оголосило банкрутство.
Станом на 2020 рік, комплекс знаходиться в стані консервації.
В 2024 р. місцева меценатка Вайдич Вікторія  заявила шо добудує комплекс "Джерела Міжгір'я" і відкриє в ньому готель ,  ресторан , казино і кальянну і заявила шо зробить з с.Сойми – закарпатський Лас-Вегас.￼

## Населення
Згідно з переписом УРСР 1989 року чисельність наявного населення села становила 1340 осіб, з яких 665 чоловіків та 675 жінок.
За переписом населення України 2001 року в селі мешкала 1131 особа.

### Мова
Розподіл населення за рідною мовою за даними перепису 2001 року:
| Мова       | Відсоток |
| ---------- | -------- |
| українська | 99,44 %  |
| російська  | 0,56 %   |

## Туристичні місця
- У селі працює аматорський музей «Сільська хата».
- храм св. Василя Великого. 1898.
- село Кужбеї
- храм св. Василя Великого. 1924.
-  храм св. Василя Великого. 1934.
-  джерело мінеральної води Сойми

## Релігія
- Церква св. Василя Великого. 1898.

Найдавніша дерев'яна церква в Соймах була присвячена св. Василю Великому в 1698 р. Ця церква згоріла дотла в 1885 р. Рівно через 200 років після освячення першої церкви в січні 1898 р. було освячено нову дерев'яну церкву св. Василя, яка згоріла 1920 р. через недогляд церковника.
- Церква св. Василя Великого. 1924.

Наступну дерев'яну церкву св. Василя (площею 50 кв. м) збудували 1924 р. відомі майстри Дмитро Фічоряк, Михайло Маньо, Ілько Бряник, Дмитро Болехан та Андрій Граб. Цю церкву спалили 30 липня 1960 р. за вказівкою Міжгірського комітету КПРС, а виконавців дібрали з сусіднього Репинного. Нині у селі стоїть гарна православна церква, збудована 1934 р. в стилі міжгірської готики. У давнину в Соймах на березі Ріки був монастир ЧСВВ.
- Церква св. Василя Великого. 1934.

Дерев'яна граційна церква стоїть у ідеальному місці. Майстри вибрали останній виступ височенної гори, що плавно збігає в долину. На цьому ж місці річка Репинка впадає в Ріку, а також сходяться дороги. Церкву видно з усіх боків, вона домінувала в краєвиді вишуканим архітектурним акцентом, аж поки якісь горе-архітектори поряд не спорудили гігантський корпус санаторію, що оптично просто розчавив церкву. Санаторій не добудували і він височіє бетонною пірамідою як пам'ятник радянської епохи.
Церкву будували ті ж майстри, що працювали в Кужбиях, — Михайло Маньо та Петро Глеба, а Ілько Бряник вирізьбив іконостас. Вони ж, очолювані Дмитром Фічоряком, споруджували в 1922 р. і соймівську греко-католицьку церкву, яку спалили за вказівкою місцевої влади в 1960 р. Православна церква збудована повністю в традиційному руслі. На жаль, дахи вже вкриті бляхою, що лишилася від спаленої церкви, ґанок з вишукано різьбленими стовпчиками нині засклено.
Всередині зберігаються вироби місцевих різьбярів — рами, свічники, царські двері, бічний вівтар роботи Ілька Бряника, рами, зроблені Михайлом Трушем, а також різьблені речі роботи Федора Глеби, перенесені з Кужбиїв.

## Галерея
Природні ландшафти околиць села Сойми та смт Міжгір'я

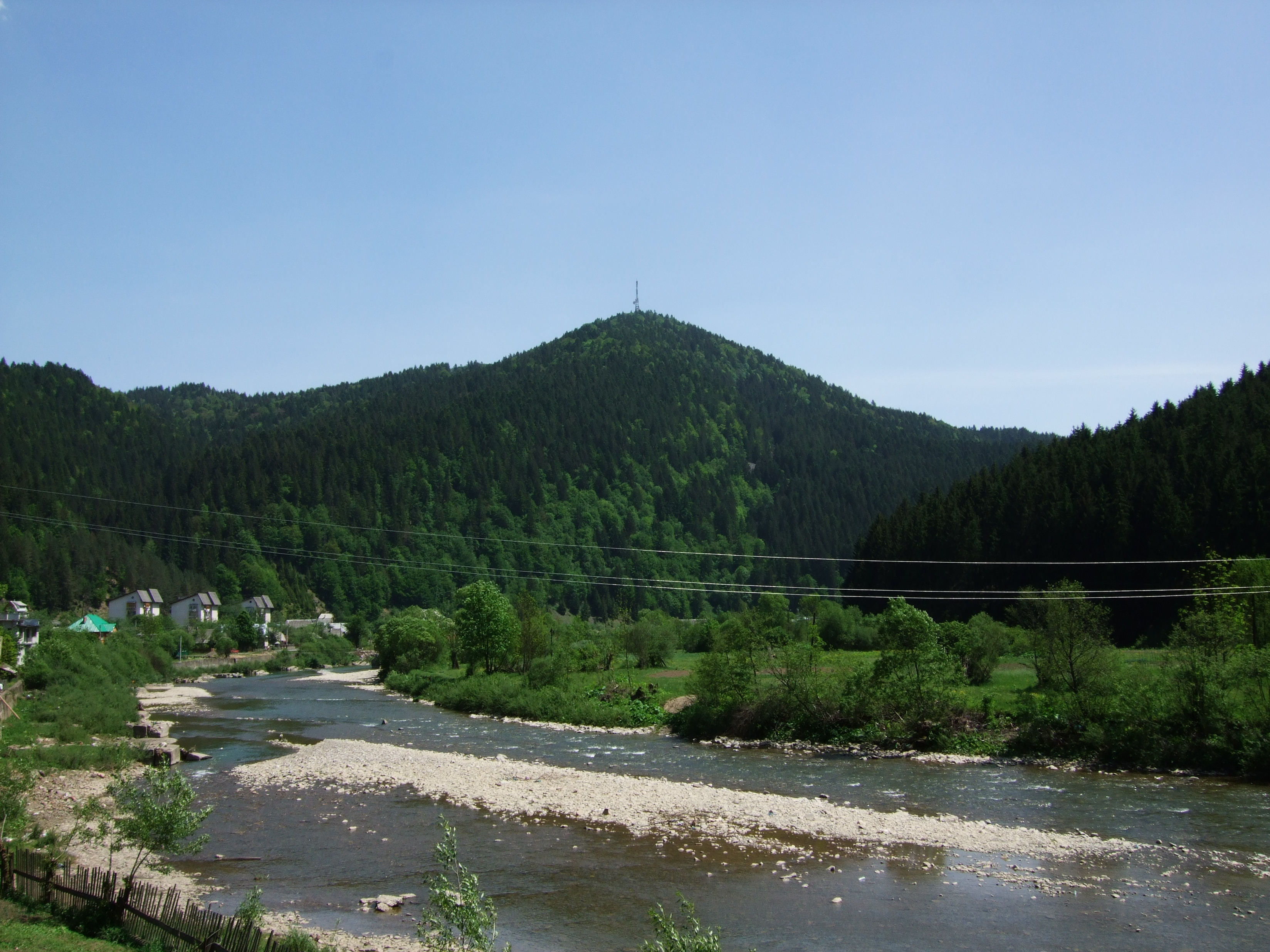
Річка Ріка
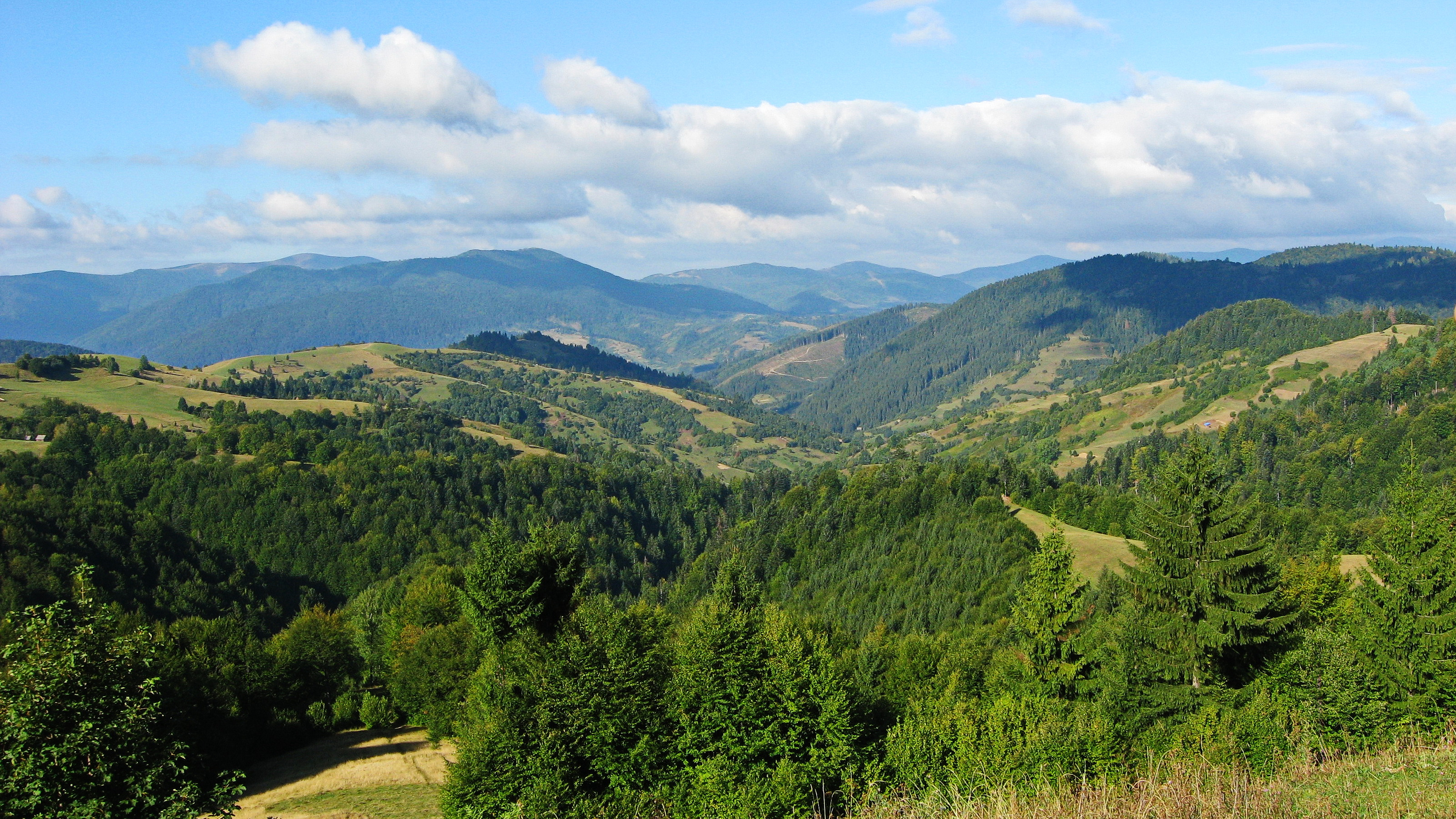
Ландшафти Внутрішніх Горган. 1
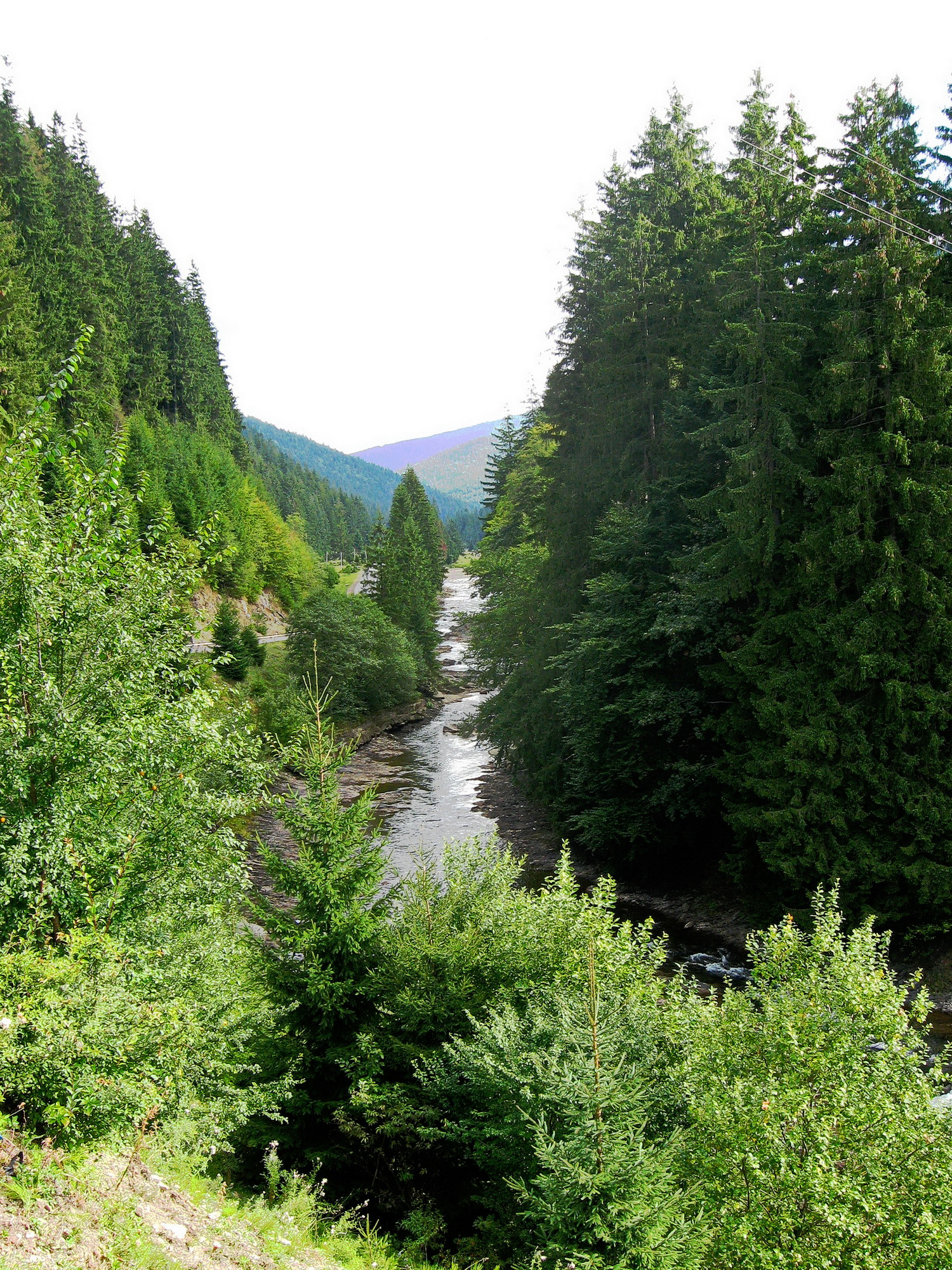
Річка Репинка
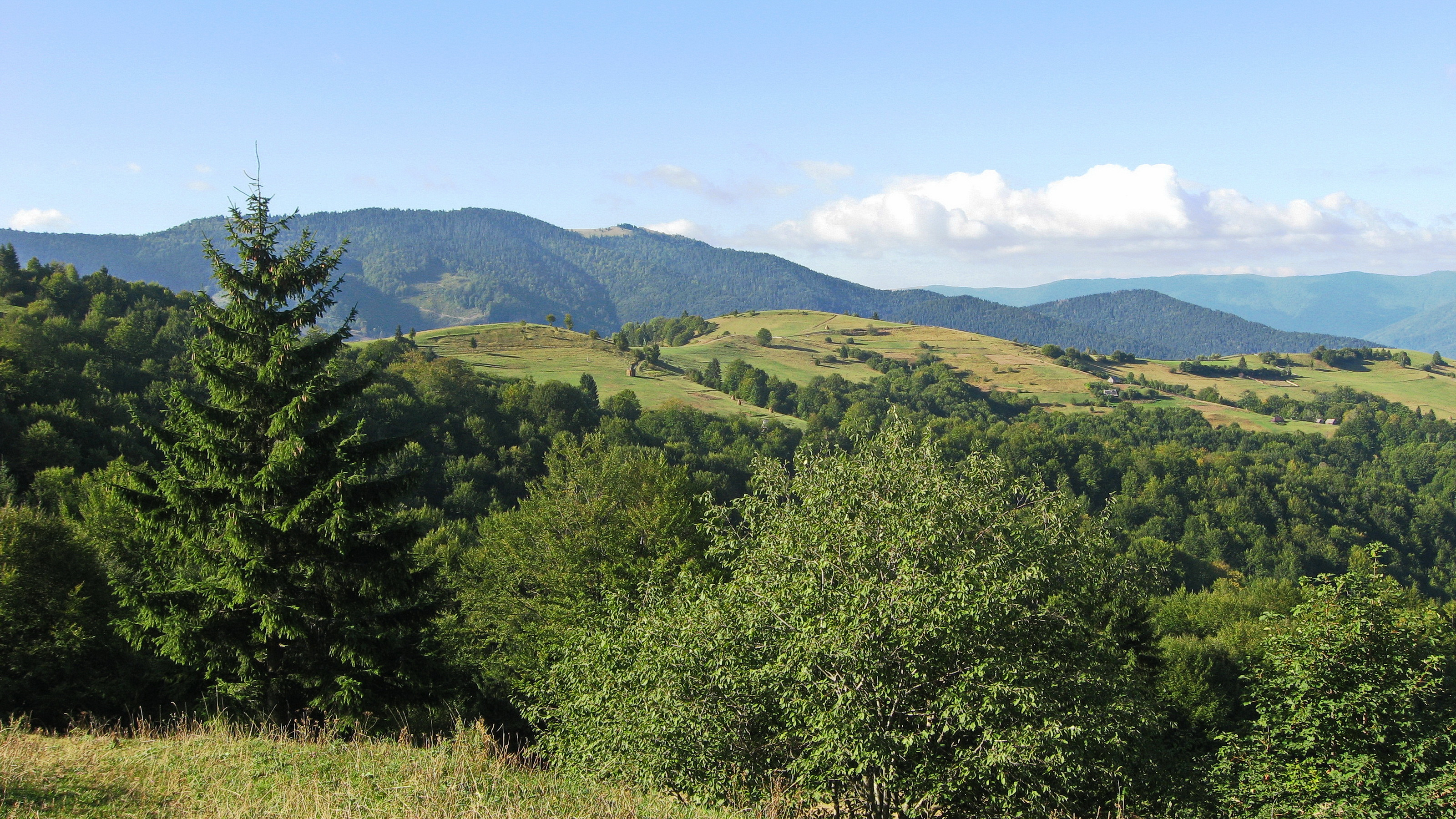
Ландшафти Внутрішніх Горган. 2
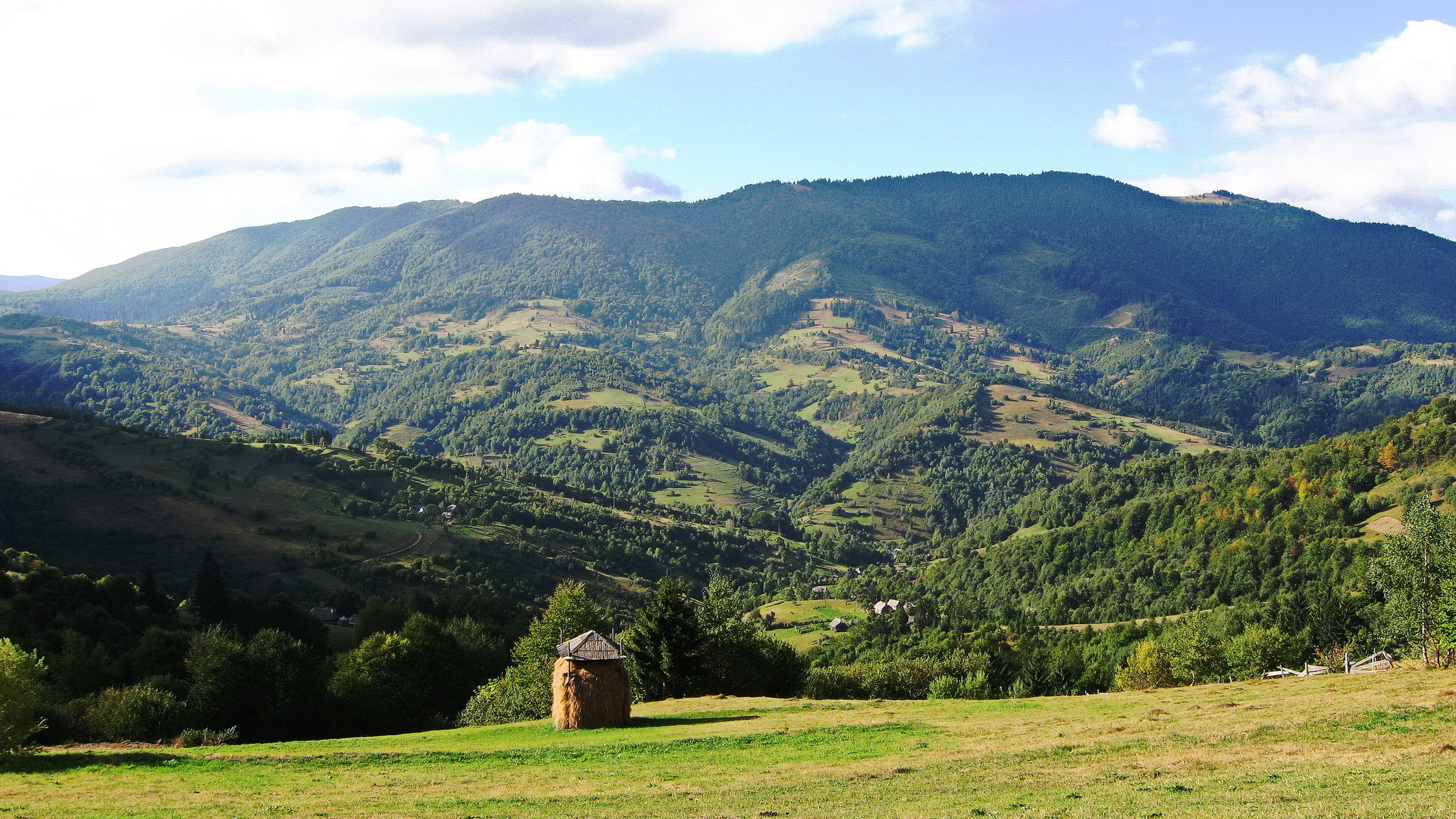
Ландшафти Внутрішніх Горган. 3
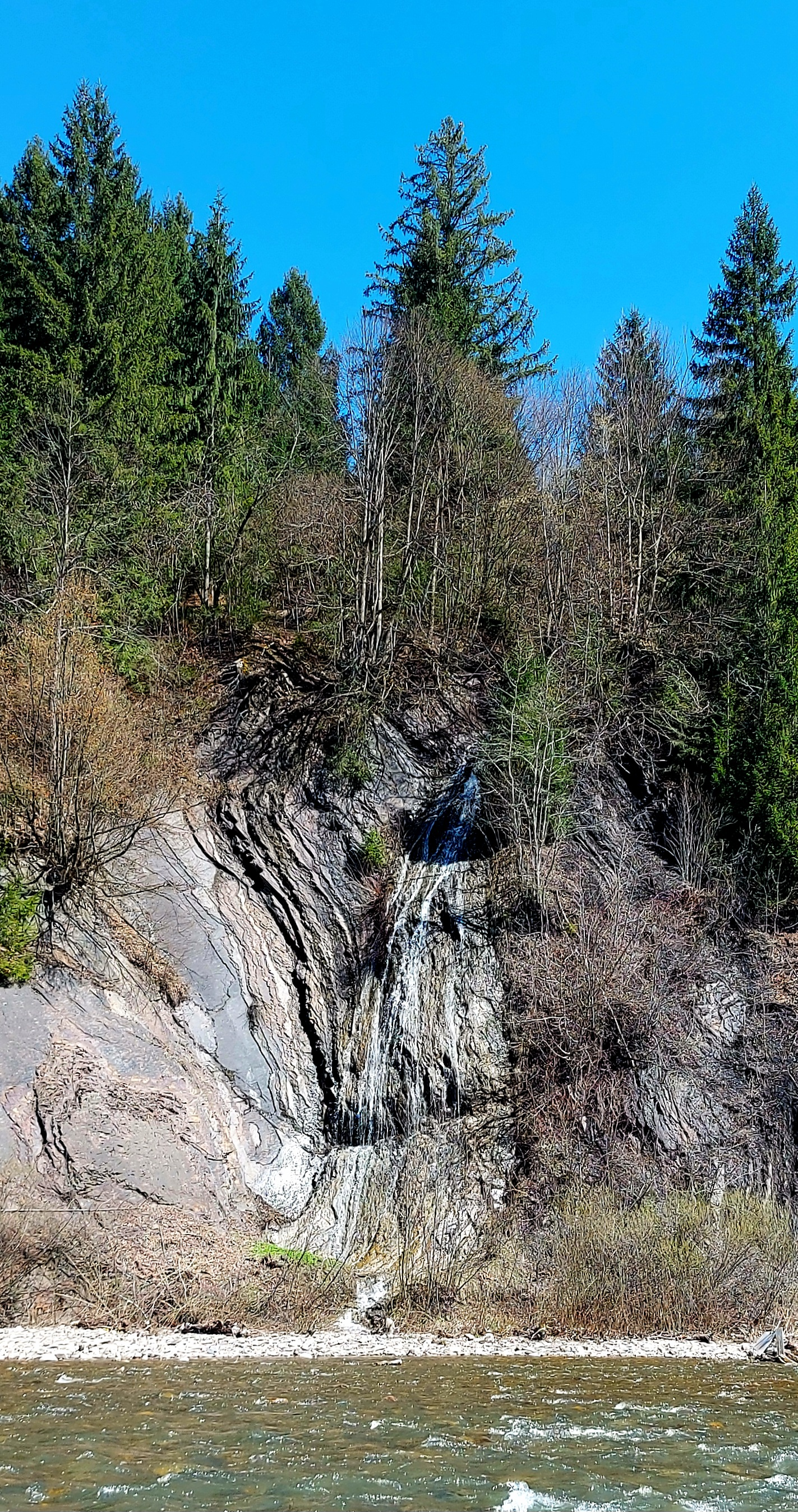
Водоспад Марія